# Idea Vilariño

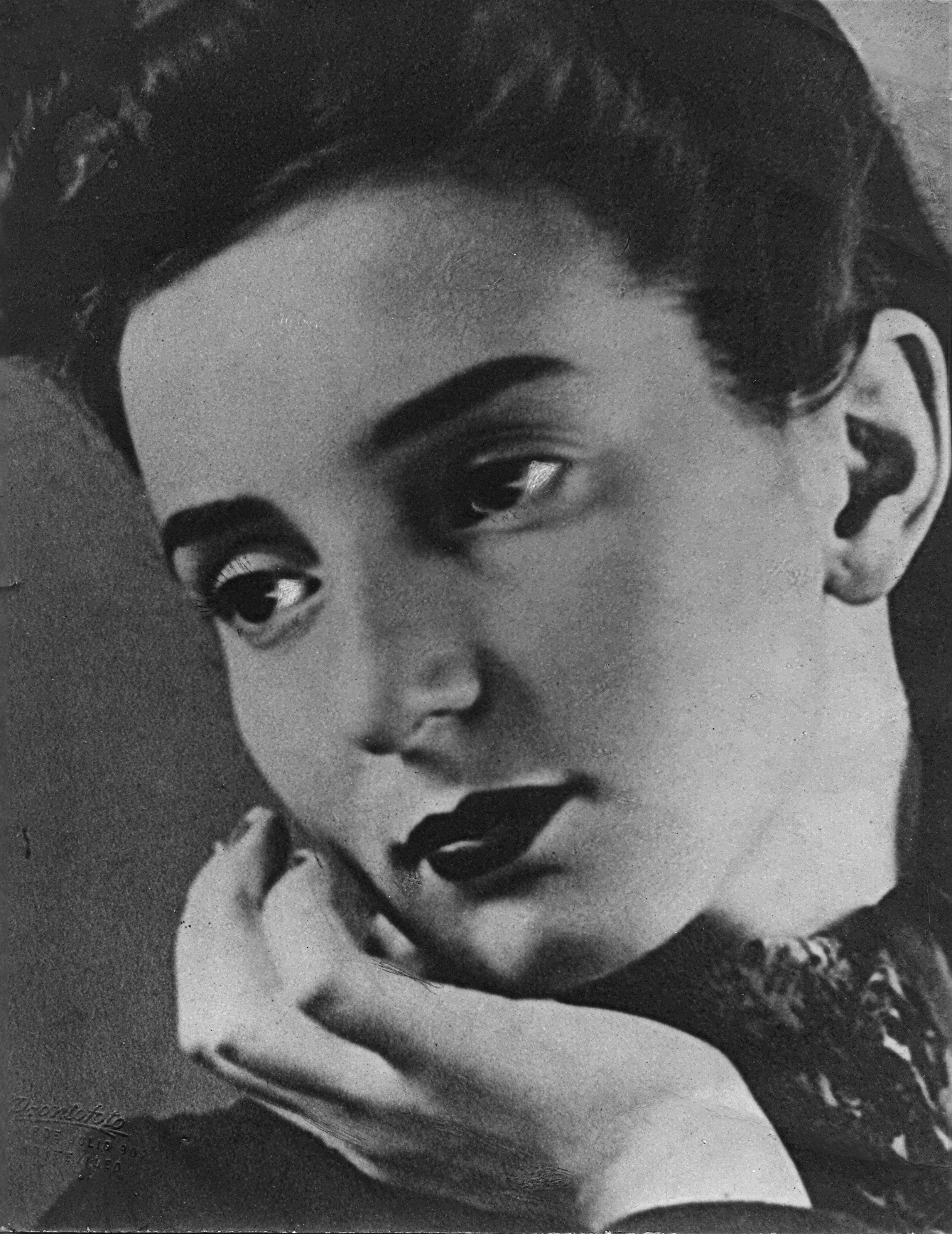
Idea Vilariño (ohne Jahr)

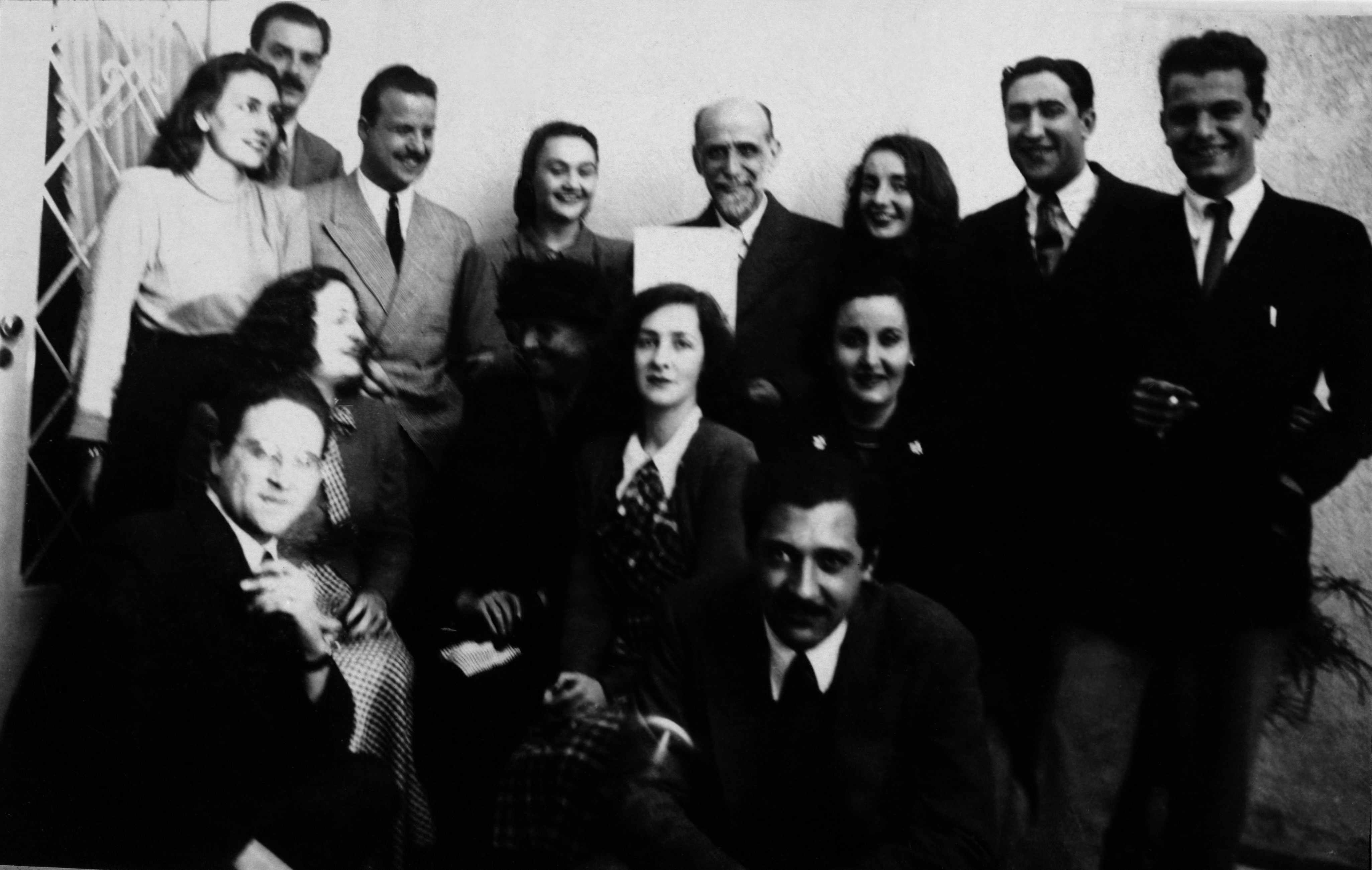
Vilariño in der Generación del 45 (hinten rechts) (ohne Jahr)

Idea Vilariño (geboren 18. August 1920 in Montevideo; gestorben 28. April 2009 in Montevideo) war eine uruguayische Dichterin.

## Leben
Idea Vilariño studierte Literaturgeschichte und arbeitete als Schullehrerin für Literatur. Sie erhielt 1970 einen Lehrauftrag an der Universität. In der Zeit der Militärdiktatur von 1973 bis 1985 hatte sie Berufsverbot und war politisch verfolgt. Dennoch entschied sie sich gegen die Emigration und harrte in ihrer Heimat aus. Sie schrieb in dieser Zeit Protestsongs unter anderem für die Gruppe Los Olimareños. 1985 wurde sie als Professorin für Literatur an die Universidad de la República in Montevideo berufen.
Vilariño veröffentlichte 1945 einen schmalen Gedichtband La suplicante. Sie wird zu der Generación del 45 gezählt, zu der unter anderem Mario Benedetti, Amanda Berenguer, Ida Vitale sowie Juan Carlos Onetti gehörten. Deren Periodikum, Número, redigierte sie.
Beim Lesepublikum fanden besonders die Poemas de amor (1957) Anklang, die von der Liebesaffäre mit Onetti inspiriert waren und in mehreren Auflagen nachgedruckt wurden. Ihre Nocturnos aus dem Jahr 1955 wurden von ihr in den Jahren 1963 und 1986 erweitert.
Als Literaturwissenschaftlerin hat Vilariño 1965 und 1981 Untersuchungen zu Tangotexten vorgelegt.
Vilariño übersetzte Werke von Shakespeare, Euripides, Paul Valéry, Graham Greene und Raymond Queneau ins Spanische.

## Werke
Lyrik
- An Liebe. Gedichte. spanisch-deutsch. Ausgewählt und übertragen von Erich Hackl und Peter Schultze-Kraft. Nachwort von Erich Hackl. Otto Müller, Salzburg/Wien 1994.
  - Erweiterte Neuausgabe: Bibliothek Suhrkamp, Frankfurt am Main 2005, ISBN 3-518-22398-4.[4]
- La suplicante. 1945.
- Cielo Cielo. 1947.
- Paraíso perdido. 1949.
- Por aire sucio. 1950.
- Nocturnos. 1955.
- Poemas de amor. 1957.
- Pobre Mundo. 1966.
- Poesía. 1970.
- No 1980.
- Canciones. 1993.
- Antología Personal. Ediciones de la Banda Oriental, Montevideo 1998.
- Poesía 1945–1990. Cal y Canto, Montevideo 1994.
- Poesía completa. Cal y Canto 2002 und Barcelona, Ed. Lumen, Montevideo 2008, ISBN 978-84-264-1663-6.
- Diario de Juventud. Hrsg. Ana Inés Larre Borges und Alicia Torres. Cal y Canto, Montevideo 2013, ISBN 978-9974-54-062-0.

Essays
- Grupos simétricos en la poesía de Antonio Machado. 1951.
- La rima en Herrera y Reissig. 1955.
- Grupos simétricos en poesía. 1958.
- Las letras de tango. 1965.
- El tango cantado. 1981.

Herausgeberschaft
- El Tango (Estudio y Antología). Montevideo, Cal y Canto, Montevideo 1995.
- Antología Poética de Mujeres Hispanoamericanas. Siglo XX. Ediciones de la Banda Oriental 2001.

## Zitat
„Von all den großen, kühnen, unbeugsamen Dichterinnen, die Lateinamerika hervorgebracht hat, war sie die bedeutendste [...] Idea Vilariño ist der seltene Fall einer Dichterin, die von immer neuen Generationen entdeckt und erkannt wird, trotz der Stille, die um sie ist.“